# Malgretoute (Gros Islet)
Malgretoute es una localidad de Santa Lucía que forma parte del distrito de Gros Islet.

## Toponimia
La localidad también es conocida por el nombre de Monchy/Malgretoute.